# Condado de Rodez

Escudo de armas del condado de Rodez.

El Condado de Rodez fue una entidad feudal creada a principios del siglo XII por Raimundo de Tolosa a partir de las posesiones del vizcondado de Rodez que incluían la parte de esta esta villa separada de la juridisción del obispado de Rodez, y una serie de posesiones menores de su entorno integrado en el Condado de Roergue, que legó a su oficial, el vizconde Ricardo, en reconocimiento por sus servicios.
En el siglo XIV el condado pasó por matrimonio a los condes de Armañac que serían conocidos como condes de Rodez y Armañac a partir de Juan I, constituyéndose en una de las familias más destacadas de la nobleza del reino de Francia durante el siglo XV. 
En 1515, el condado llegó por alianzas hasta Enrique II de Navarra quien por transmisión directa lo pasó a su nieto Enrique, que tras ser proclamado rey de Francia, lo integró en la corona.